# Otocepheus negrosensis
Otocepheus negrosensis är en kvalsterart som beskrevs av Corpuz-Raros 1991. Otocepheus negrosensis ingår i släktet Otocepheus och familjen Otocepheidae. Inga underarter finns listade i Catalogue of Life.